# Nototriche famatinensis
Nototriche famatinensis är en malvaväxtart som beskrevs av Arthur William Hill. Nototriche famatinensis ingår i släktet Nototriche och familjen malvaväxter. Inga underarter finns listade i Catalogue of Life.